# U.S.A. (trilogie)

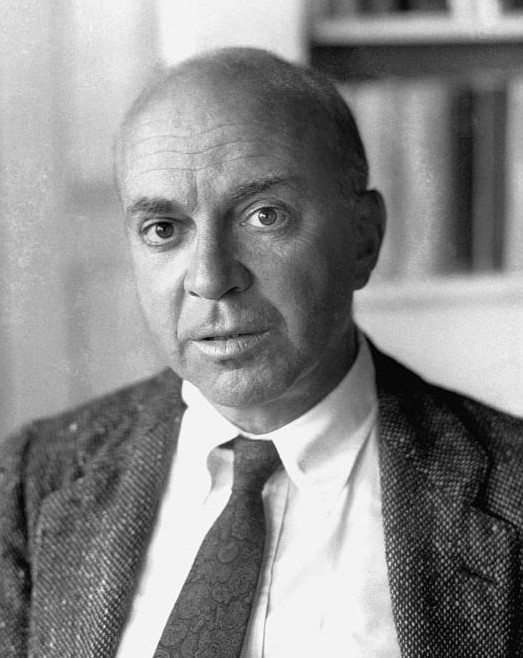
John Dos Passos

De U.S.A.-trilogie is het belangrijkste werk van de Amerikaanse schrijver John Dos Passos, bestaande uit de romans "The 42nd Parallel" (1930), "1919" (1932) en "The Big Money" (1936). Door tijdgenoten werd het beschouwd als een van de werken die aanspraak konden maken op de titel "Great American Novel".

## Structuur
Dos Passos' romans uit de trilogie volgen de gewone structuren voor fictie niet, maar maken gebruik van een vorm die zo complex is als een symfonie. Structureel kunnen in U.S.A. vier onderdelen onderscheiden worden: lange sequenties met vertellingen; de veel kortere biografieën van prominente Amerikanen zoals Woodrow Wilson, Henry Ford en Thomas Edison; de filmjournaals ("newsreels"), samengesteld uit krantenkoppen, fragmenten van liedjes en stukjes van advertenties, en ten slotte de "Camera Eye"-passages: autobiografische impressies van gebeurtenissen die het onderwerp vormen van de romans. Het waren deze elementen die van U.S.A. een meesterwerk van het modernisme maakten. Dos Passos maakte opvallend gebruik van 'filmtechnieken' zoals de genoemde camera eyes of plotselinge 'cuts' om zijn verhalen te verlevendigen, hoewel veel van zijn uitgevers dat niet zo goed zagen zitten. Zelfs de romanschrijver en criticus Alfred Kazin, die enthousiaste introducties schreef voor Dos Passos' romans uit de trilogie, noemde deze techniek te koud en mechanisch.

## Uitgaven
De drie romans werden voor het eerst samen gepubliceerd in een enkel boekdeel onder de titel "U.S.A." door Harcourt Brace in januari 1938. Dos Passos had een proloog met de titel "U.S.A." geschreven voor The Modern Library-uitgave van The 42nd Parallel, die eerder in november 1937 was gepubliceerd, en Harcourt Brace besloot die naam te gebruiken voor de trilogie. De eerste geïllustreerde uitgave, met kleurplaten van Reginald Marsh, verscheen in 1946 bij Houghton Mifflin en was beperkt tot 350, door Dos Passos en Marsh gesigneerde exemplaren. Deze geïllustreerde uitgave werd verschillende keren herdrukt, tot de Library of America-editie verscheen in 1996, 100 jaar na Dos Passos' geboorte.

## Receptie
De Amerikaanse criticus Malcolm Cowley zei dat U.S.A. "30 jaar van het hele land behandelt, veel van zijn industrie en veel beroepen," en noemde het "het meest indrukwekkende en misschien beste Amerikaanse werk in de naturalistische traditie." Ook de politieke visie van Dos Passos, een non-doctrinair socialisme, was opgevallen. Philip Rahv sprak van zijn "pure gevoel voor rechtvaardigheid", en Alfred Kazin van zijn "gevoelige democratische geweten." Jean-Paul Sartre noemde hem na het lezen van de drie romans "de grootse schrijver van onze tijd." 
Niet ieder criticus of lezer was even enthousiast. Vooral de "camera eyes" werden als storende, chaotische onderbrekingen van de tekst ervaren, mede door het ontbreken van interpunctie. 